# Pethia ticto
Pethia ticto е вид лъчеперка от семейство Шаранови (Cyprinidae).

## Разпространение
Видът е разпространен в Непал, Индия, Пакистан, Мианмар, Бангладеш, Тайланд и Шри Ланка.